# うしみつドキドキ!
うしみつドキドキ!は、CBCラジオで2014年4月1日（3月31日深夜）から2022年3月26日（3月25日深夜）まで放送されていた深夜番組枠。

## 概要
「0時のつぶやき」枠で放送されていた一部番組などがリニューアルされ、アイドルやお笑い芸人、音楽アーティストが日替わりで担当し、様々なトークを展開している。2015年10月より、日曜（土曜深夜）の放送も追加されたが、わずか1年で終了した。さらに、2019年4月より、土曜（金曜深夜）の放送も廃止された。

## 放送時間
- 2014年4月1日 - 2015年9月26日

毎週火曜日 - 土曜日 0:30 - 1:00（月曜 - 金曜深夜）
- 2015年9月29日 - 2016年9月25日

毎週火曜日 - 日曜日 0:30 - 1:00（月曜 - 土曜深夜）
- 2016年9月27日 - 2019年3月30日

毎週火曜日 - 土曜日 0:30 - 1:00（月曜 - 金曜深夜）
- 2019年4月2日 - 2022年3月26日

毎週火曜日 - 金曜日 0:30 - 1:00（月曜 - 木曜深夜）

## 放送時間の変遷
| 期間    | 期間    | 月 - 木               | 金曜日                | 土曜日                |
| ------- | ------- | --------------------- | --------------------- | --------------------- |
| 2014.04 | 2015.09 | 24:30 - 25:00（30分） | 24:30 - 25:00（30分） | （放送なし）          |
| 2015.10 | 2016.09 | 24:30 - 25:00（30分） | 24:30 - 25:00（30分） | 24:30 - 25:00（30分） |
| 2016.10 | 2019.03 | 24:30 - 25:00（30分） | 24:30 - 25:00（30分） | （放送なし）          |
| 2019.04 | 2022.03 | 24:30 - 25:00（30分） | （放送なし）          | （放送なし）          |

## 番組タイトル一覧

### 番組終了時点で放送していた番組
火曜日（月曜深夜）
- ONE N' ONLYのEBiDAN THE RADIO（2020年10月6日 - 2022年3月23日）

パーソナリティ：ONE N' ONLY
毎月第1火曜日（第1月曜深夜）(2022年4月以降はチュウモリへ内包)
- - 古舘伊知郎×本田剛文のおしゃべり道場（2021年4月6日 - ）

パーソナリティ：古舘伊知郎、本田剛文（BOYS AND MEN）
水曜日（火曜深夜）
- モーニング娘。'22 牧野真莉愛のまりあん♥LOVEりんですっ♥（2016年5月31日 - 2022年3月24日）(2022年4月以降は単独番組)

パーソナリティ：牧野真莉愛（モーニング娘。'22）
木曜日（水曜深夜）
- 芸人お試しラジオ「デドコロ」（2021年4月1日 - 2022年3月25日）※火曜会制作、火曜21時より枠移動(2022年4月以降は単独番組)

パーソナリティ：お笑い第7世代（2か月ごとに交代）
金曜日（木曜深夜）
- 私たちがらじお女子です!（2021年4月2日 - 2022年3月26日）

パーソナリティ：らじお女子

### 過去に放送していた番組
火曜日（月曜深夜）
- モーニング娘。'14 道重さゆみの今夜も❤︎うさちゃんピース（2006年10月5日 - 2014年11月24日）

パーソナリティ：道重さゆみ（モーニング娘。'14）
- でら!!DISH//（2014年12月1日 - 2015年9月21日）

パーソナリティ：DISH//
- 花岡なつみのハナツミ♡（2015年9月29日 - 12月22日）

パーソナリティ：花岡なつみ
- EBiDAN THE UNiON（2016年1月5日 - 12月27日）

パーソナリティ：M!LK、さくらしめじ、MAGiC BOYZ、SUPER★DRAGON（週替わりで担当）
- X21泉川実穂と○○と のんびリラックスラジオ♪（2017年1月10日 - 3月21日）

パーソナリティ：泉川実穂（X21）
- X21犬塚しおりと○○と のんびリラックスラジオ♪（2017年4月4日 - 6月27日）

パーソナリティ：犬塚しおり（X21）
- ごくごくM!LK（2017年7月4日 - 2019年3月26日）

パーソナリティ：M!LK
- EBiDAN THE RADIO（2019年4月2日 - 2020年9月29日）

パーソナリティ：EBiDAN
水曜日（火曜深夜）
- 風男塾の天下腐部（2011年1月8日 - 2014年9月23日）

パーソナリティ：風男塾
- 7!!ので〜しま〜さん!（2014年9月30日 - 11月25日）

パーソナリティ：7!!
- モーニング娘。'16 鈴木香音のいつでも!カンノンスマイル（2014年12月3日 - 2016年5月24日）

パーソナリティ：鈴木香音（モーニング娘。'16）
木曜日（水曜深夜）
- 誰だよタオルズ（2014年4月2日 - 2015年1月2日[注 2]）

パーソナリティ：タオルズ
- LIFriendsのハムカツ!（2015年1月8日 - 2017年3月30日）

パーソナリティ：LIFriends
- delaの今夜もけったこぐ!（2017年4月6日 - 2021年3月25日）

パーソナリティ：dela
金曜日（木曜深夜）
- 吉田山田のネガティブ押し出せ!!!!!!（2011年4月9日 - 2015年3月26日）

パーソナリティ：吉田山田
- OS☆Uのトリセツ!（2015年4月3日 - 2017年3月31日）

パーソナリティ：OS☆U
- P.IDL パラダイス!（2017年4月7日 - 2019年3月29日）

パーソナリティ：P.IDL
- #むかいの喋り方（2019年4月5日 - 2019年9月27日）※火曜21時より枠移動、番組自体は2019年10月以降は火曜『チュウモリ』枠に移動して継続

パーソナリティ：向井慧（パンサー）
- MAG!C☆PRINCE&永岡歩の本気ラジ（2019年10月4日 - 2021年3月26日）

パーソナリティ：MAG!C☆PRINCE、永岡歩（CBCアナウンサー）
土曜日（金曜深夜）
- ピーパーラジオ〜AKIとおもしろ野郎たち〜（2014年1月 - 2015年3月27日）

パーソナリティ：AKI
- ピーパーラジオ〜AKIとMAG!C☆PRINCE〜（2015年4月3日 - 9月25日）

パーソナリティ：AKI、MAG!C☆PRINCE
- MAG!C☆PRINCEの本気ラジ（2015年10月3日 - 2019年3月30日）※番組自体は2019年4月6日以降は30分繰り上げて継続

パーソナリティ：MAG!C☆PRINCE
日曜日（土曜深夜）
- vsサカイ（2015年10月4日 - 2016年9月24日）

パーソナリティ：酒井直斗